# Natalia Gryglewska
Natalia Gryglewska (ur. 31 lipca 1998 w Częstochowie) – polska modelka i dietetyczka, Miss Polonia 2020.
Pochodzi z Częstochowy. 8 marca 2021 w wieku 22 lat została wybrana Miss Polonia 2020/21. W momencie zostania Miss Polonia miała ukończone studia licencjackie z dietetyki klinicznej na Śląskim Uniwersytecie Medycznym w Katowicach i kontynuowała naukę na studiach magisterskich w Warszawie. Reprezentowała Polskę w międzynarodowym konkursie Miss Grand International 2022 w Indonezji.